# Frutak
Frutak (en serbe cyrillique : Фрутак) est un village du centre du Monténégro, dans la municipalité de Danilovgrad.

## Démographie

### Évolution historique de la population
| 1948 | 1953 | 1961 | 1971 | 1981 | 1991 | 2003 |
| ---- | ---- | ---- | ---- | ---- | ---- | ---- |
| 226  | 219  | 229  | 194  | 181  | 186  | 116  |